# Jules Petiet

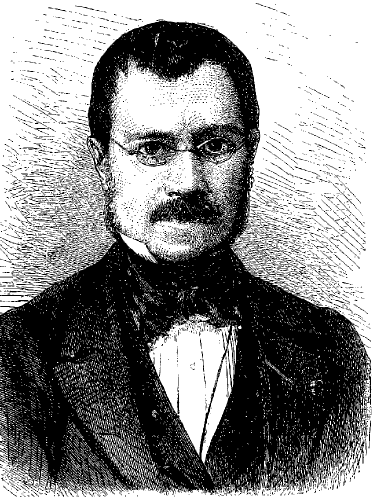
Jules Alexandre Petiet

Jules Alexandre Petiet (* 5. August 1813 in Florenz; † 29. Januar 1871 in Paris) war ein französischer Maschinenbauingenieur.
Er war der Sohn von Pierre Francois Charles Alexandre Petiet (1782–1835), der von Napoleon zum Baron ernannt wurde und hohe Verwaltungspositionen (Präfekt, Intendant) in der Toskana hatte. Seine Ausbildung erhielt er an der heutigen École Centrale Paris, an der er 1832 als Bester seines Jahrgangs abschloss. Er war eng mit der frühen Entwicklung der französischen Eisenbahn verknüpft. Einige interessante Entwicklungen des Lokomotivbaus gehen auf sein Konto, so entwickelte er für die Nordbahn eine Duplex-Lokomotive mit der einmaligen Achsfolge A3A. 1868 wurde er Vorsitzender der École Centrale Paris, ein Amt, das er bis zu seinem Tode innehatte. Bleibende Berühmtheit erreichte er, weil er zu den 72 Namen auf dem Eiffelturm gehört.

## Schriften
- mit Louis Le Chatelier, Eugène Flachat, Camille Polonceau: Guide du mécanicien constructeur et conducteur de machines locomotives, Paris, Librairie Administrative de Paul Dupont Librairie Industrielle de Lacroix et Baudry, zwei Bände, 2. Auflage 1859 (1. Auflage 1851), deutsche Übersetzung: Handbuch für Lokomotiv-Konstrukteure und Lokomotiv-Führer: enthaltend eine theoretisch-praktische Anweisung über den Bau, die Einrichtung, den Betrieb, die Reparaturen, die Behandlung und Führung der Lokomotiv-Dampfmaschinen, B. F. Voigt, 2 Bände, 1852, 1862
- mit Flachat, A. Barrault: Traité de la fabrication de la fonte et du fer, 1846

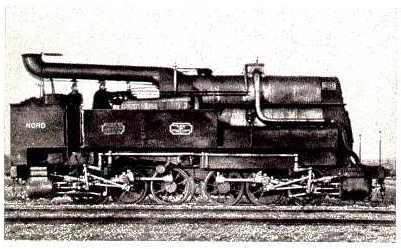
Duplex-Lokomotive von Petiet, 1863